# Nailan
Nailan is een bestuurslaag in het regentschap Ponorogo van de provincie Oost-Java, Indonesië. Nailan telt 1619 inwoners (volkstelling 2010).